# Android Apocalypse - La rivolta degli androidi
Android Apocalypse - La rivolta degli androidi è un  film del 2006, diretto da Paul Ziller. È una storia di ambientazione fantascientifica.

## Trama
In un futuro immaginario, un uomo accusato di avere ucciso un androide e un androide che sta sviluppando emozioni umane, condizione vietata in quella società,  vengono condotti in un carcere speciale, durante il trasporto i due riescono a fuggire, collaborando scoprono il piano degli alti funzionari, una rivolta globale contro gli esseri umani che porterà alla loro estinzione.